# Zamboanga do Norte
Zamboanga do Norte (filipino: Hilagang Samboanga, subanon padrão: Utara Sembwangan), ou simplesmente ZaNorte) é uma província das Filipinas, localizada na península de Zamboanga, na região de Mindanao. Tem uma população de 957 997 (estimativa de 2010) e uma área de 7301,0 km2. A capital é Dipolog. A província Zamboanga do Norte é vizinha de Zamboanga del Sur e de Zamboanga Sibugay a sul, e de Misamis Occidental a leste. O mar de Sulu fica a noroeste de Zamboanga do Norte. Zamboanga do Norte é a maior província da península de Zamboanga em área.
Tem 25 municípios e 691 barangays.

## Subdivisões
Municípios
- Baliguian
- Godod
- Gutalac
- Jose Dalman
- Kalawit
- Katipunan
- La Libertad
- Labason
- Leon B. Postigo
- Liloy
- Manukan
- Mutia
- Piñan
- Polanco
- Presidente Manuel A. Roxas
- Rizal
- Salug
- Sergio Osmeña Sr.
- Siayan
- Sibuco
- Sibutad
- Sindangan
- Siocon
- Sirawai
- Tampilisan

Cidades
- Dapitan
- Dipolog